# Pimelodus heraldoi
Pimelodus heraldoi és una espècie de peix de la família dels pimelòdids i de l'ordre dels siluriformes.

## Morfologia
Els mascles poden assolir els 18 cm de llargària total.

## Distribució geogràfica
Es troba a Sud-amèrica: conca del riu Paranà al Brasil.